# Palazzo INA (Naples)
Le Palazzo INA est un palais de Naples, situé piazza Carità.

## Historique et description
Il a été érigé en 1938, au cours de la période fasciste, pour accueillir le siège de l'Istituto Nazionale delle Assicurazioni (INA).
Le lieu était originairement un jardin, celui du monastère voisin de Monteoliveto, transformé au XIXe siècle en marché d'alimentation. 
Selon les premiers projets urbains, à sa place devait s'élever le palais de la province, mais des modifications ultérieures ont établi que celui-ci serait construit sur la nouvelle piazza della regia posta, aujourd'hui piazza Matteotti.
Le projet était de Marcello Canino, l'un des architectes les plus importants de Naples; il a donné au palais un aspect rationaliste et en même temps monumental. Un second bâtiment, attenant, a été bâti à la fin des années trente, sur une conception de Ferdinando Chiaromonte.
La structure portante est en béton armé et la façade est composée de brique et calcaire. Au sommet de l'édifice, l'architecte reprend les motifs de l'architecture classique avec l'utilisation des linteaux et des arcs.